# I Want You (She's So Heavy)
"I Want You (She's So Heavy)" là một bài hát của nhóm nhạc rock người Anh the Beatles, nằm trong album Abbey Road. Bài hát do John Lennon sáng tác, và ghi công chung cho Lennon-McCartney.
Đây là một bài hát hơi khác thường của Beatles vì nhiều lý do: thời lượng bài hát (gần tám phút), lời bài hát ngắn gọn (chủ yếu là tiêu đề, cùng với các cụm từ khác; chỉ gồm 14 từ khác nhau), ba phút hợp âm guitar lặp đi lặp lại trên nền tiếng ồn trắng, và kết thúc đột ngột. Đây là bài hát đầu tiên được ghi âm cho album Abbey Road nhưng lại là một trong những bài hát cuối cùng được hoàn thành, vào ngày 20 tháng 8 năm 1969, cũng là lần cuối cùng cả bốn Beatles làm việc chung với nhau. Josh Hart và Damien Fanelli, viết cho tạp chí âm nhạc Guitar World, đã xếp bài hát ở vị trí số 34 trong danh sách 50 Heaviest Songs trước thời nhóm nhạc rock Black Sabbath, và nói rằng bài hát có lẽ "tình cờ bắt đầu thể loại doom metal".

## Thành phần tham gia
- John Lennon – hát chính, lead guitar, máy chỉnh âm Moog
- Paul McCartney – hát bè, bass guitar
- George Harrison – hát bè, lead guitar
- Ringo Starr – trống, trống conga, wind machine[5]
- Billy Preston – Hammond organ

Thành phần tham gia theo Ian MacDonald